# نيك وايتهيد
نيك وايتهيد (بالإنجليزية: Nick Whitehead) هو منافس ألعاب قوى بريطاني، ولد في 29 مايو 1933 في ريكسهام في المملكة المتحدة، وتوفي في 6 أكتوبر 2002 في نيوبورت في المملكة المتحدة.

## وصلات خارجية
- نيك وايتهيد على موقع اللجنة الأولمبية الدولية (الإنجليزية)
- نيك وايتهيد على موقع أوليمبيديا (الإنجليزية)